# Rushcutters Bay
Rushcutters Bay est une banlieue portuaire située de l’Est de Sydney, dans l’État de Nouvelle-Galles du Sud, en Australie. Elle se trouve à 3 kilomètres à l’Est du quartier central des affaires de Sydney, dans la zone d’administration locale de la ville de Sydney. La banlieue de Rushcutters Bay se trouve à côté de la baie dont elle tire son nom, sur le port de Sydney. Elle est entourée par les banlieues d’Elizabeth Bay, Darlinghurst, Paddington et Darling Point. La localité de Kings Cross débute à sa limite ouest.

## Historique
Après que les colons britanniques aient commencé à s’installer dans la région, celle-ci a d’abord été connue sous le nom de « Rush Cutting Bay » parce que les terres marécageuses étaient couvertes de hauts joncs qui furent utilisés par les premiers colons pour couvrir leurs maisons de chaume. En 1878, 2 hectares (6 acres) étaient réservés aux loisirs. Une fois les travaux de remise en état terminés, le parc Rushcutters Bay a été créé, délimité par New South Head Road et la baie du port de Sydney.
Rushcutters Bay était autrefois le site du célèbre Sydney Stadium. Le lendemain de Noël 1908 au Stadium, Tommy Burns perd son titre de champion du monde des poids lourds face au légendaire Jack Johnson, célèbre pour être le premier Afro-Américain à remporter un titre mondial. Pendant de nombreuses années, Rushcutters Bay a accueilli le White City Stadium pour de grands tournois de tennis, avant la création d’installations de tennis au parc olympique de Sydney.
Le 6 avril 1927, Herbert Pratten, le ministre fédéral du Commerce, apparaît dans un film de Lee De Forest pour célébrer l’ouverture d’un studio Phonofilm à Rushcutters Bay.
La baie du port de Sydney a accueilli les épreuves de voile pendant les Jeux olympiques d'été de 2000.

## Inscriptions au patrimoine
Rushcutters Bay possède un certain nombre de sites classés au patrimoine, notamment :
- Parc Rushcutters Bay : Station de pompage des eaux usées de Rushcutters Bay[5].